# Matt Firor

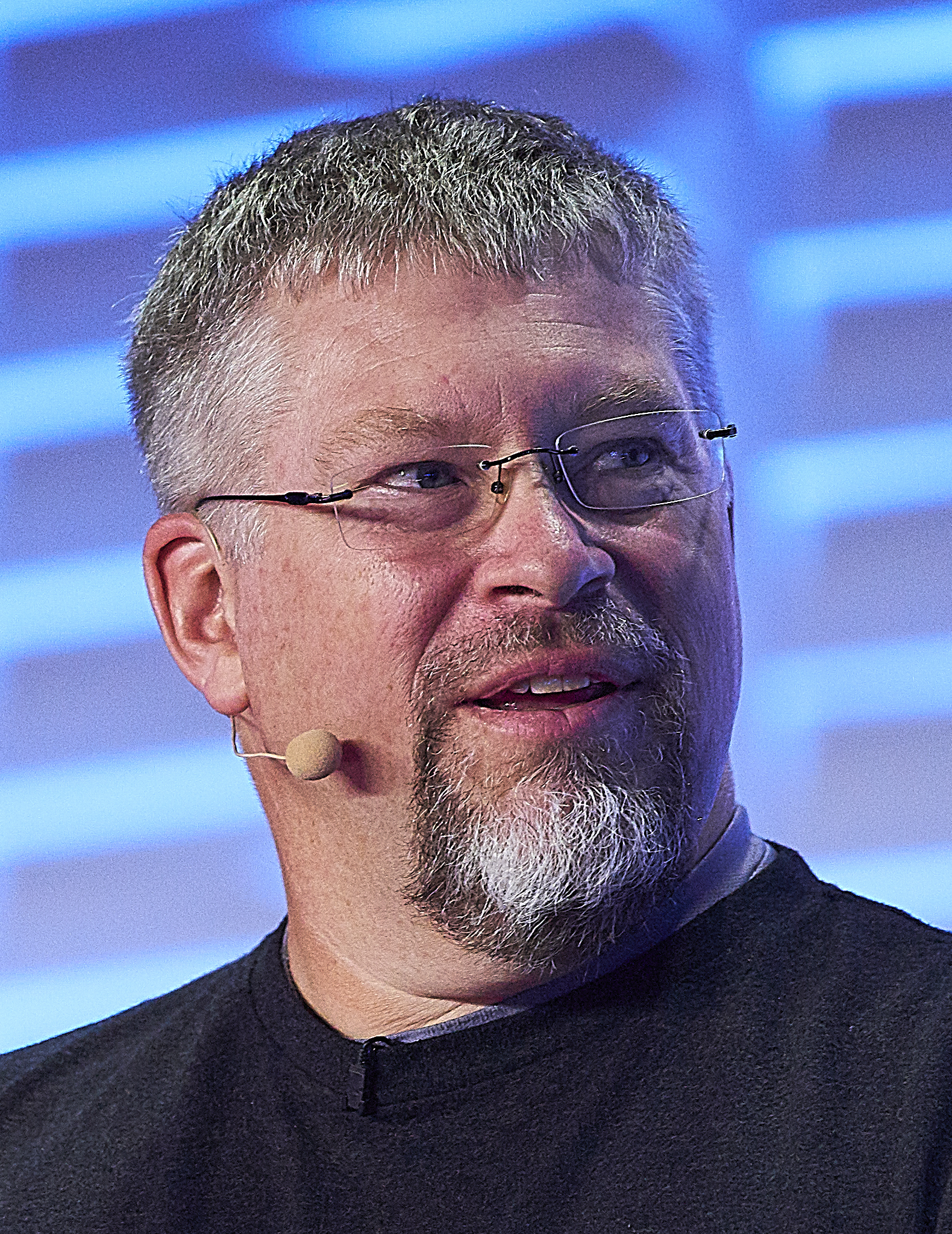
Matt Firor (2019)

Matt Firor ist ein US-amerikanischer Programmierer und Spieleentwickler von MMOGs. Bekannt wurde er als Mitbegründer des Entwicklerstudios Mythic Entertainment und durch seine Mitarbeit an den Computerspielen Dark Age of Camelot und The Elder Scrolls Online.

## Werk
Sein erster Versuch, im Markt für Onlinespiele Fuß zu fassen, war die letztendlich gescheiterte Umsetzung der Lizenz für The Scepter of Goth BBS (MUD). Firors zweites, erfolgreicheres Projekt war 1990 die Gründung von Interesting Games (ISI) mit Rob Denton und zwei anderen Partnern. Bei ISI war Firor Co-Designer und Verantwortlicher für das Mehrspieler-Spiel Tempest, das später in Darkness Falls umbenannt wurde.
1995 fusionierte ISI mit Adventures Unlimited Software Inc. (AUSI) zu Mythic Entertainment und begann die Entwicklung von zahlreichen Spieletiteln. In seiner Zeit bei Mythic (1995–2006) zeichnete er sich als Designer des Bestsellers Dark Age of Camelot und von dessen ersten zwei Erweiterungen aus. Als Vice-President von Mythic war er zudem verantwortlich für die Umsetzung von MMOGs für Next-Gen-Konsolen.
Im Juni 2006 verließ er Mythic, um Ultra Mega Games aufzubauen, eine Firma, die auf den Kundenservice für Onlinespiele spezialisiert war. Am 1. August wurde Firor als Chefentwickler bei ZeniMax Online Studios, einer Tochterfirma von ZeniMax Media und ihrer Publishingtochter Bethesda Softworks, angestellt, der er heute als President vorsteht. Bei den ZeniMax Online Studios war er maßgeblich an der Entwicklung von The Elder Scrolls Online beteiligt.
Firor gab Vorlesungen an der Universität von Virginia, am Massachusetts Institute of Technology und hält Vorträge auf Firmenveranstaltungen.

## Spieleentwicklungen
- 1991 Tempest
- 1996 Rolemaster: Magestorm
- 1996 Splatterball
- 1997 Darkness Falls
- 1997 Rolemaster: Bladelands
- 1998 Aliens Online
- 1998 Starship Troopers: Battlespace
- 1998 Godzilla Online
- 1999 Silent Death Online
- 1999 Darkness Falls: The Crusade
- 1999 Splatterball Plus
- 1999 Darkstorm: The Well of Souls
- 1999 Spellbinder: The Nexus Conflict
- 2001 Dark Age of Camelot
- 2002 Dark Age of Camelot: Shrouded Isles
- 2003 Dark Age of Camelot: Trials of Atlantis
- 2004 Dark Age of Camelot: Catacombs
- 2014 The Elder Scrolls Online